# کن فلچ
کن فلچ (انگلیسی: Ken Flach؛ زاده ۲۴ مهٔ ۱۹۶۳) یک تنیس‌باز اهل ایالات متحده آمریکا است.